# Korányi Imre
Korányi Imre (Máramarossziget, 1896. január 18. – Budapest, 1989. január 28.) mérnök, statikus, számos híd tervezője.

## Élete, munkássága

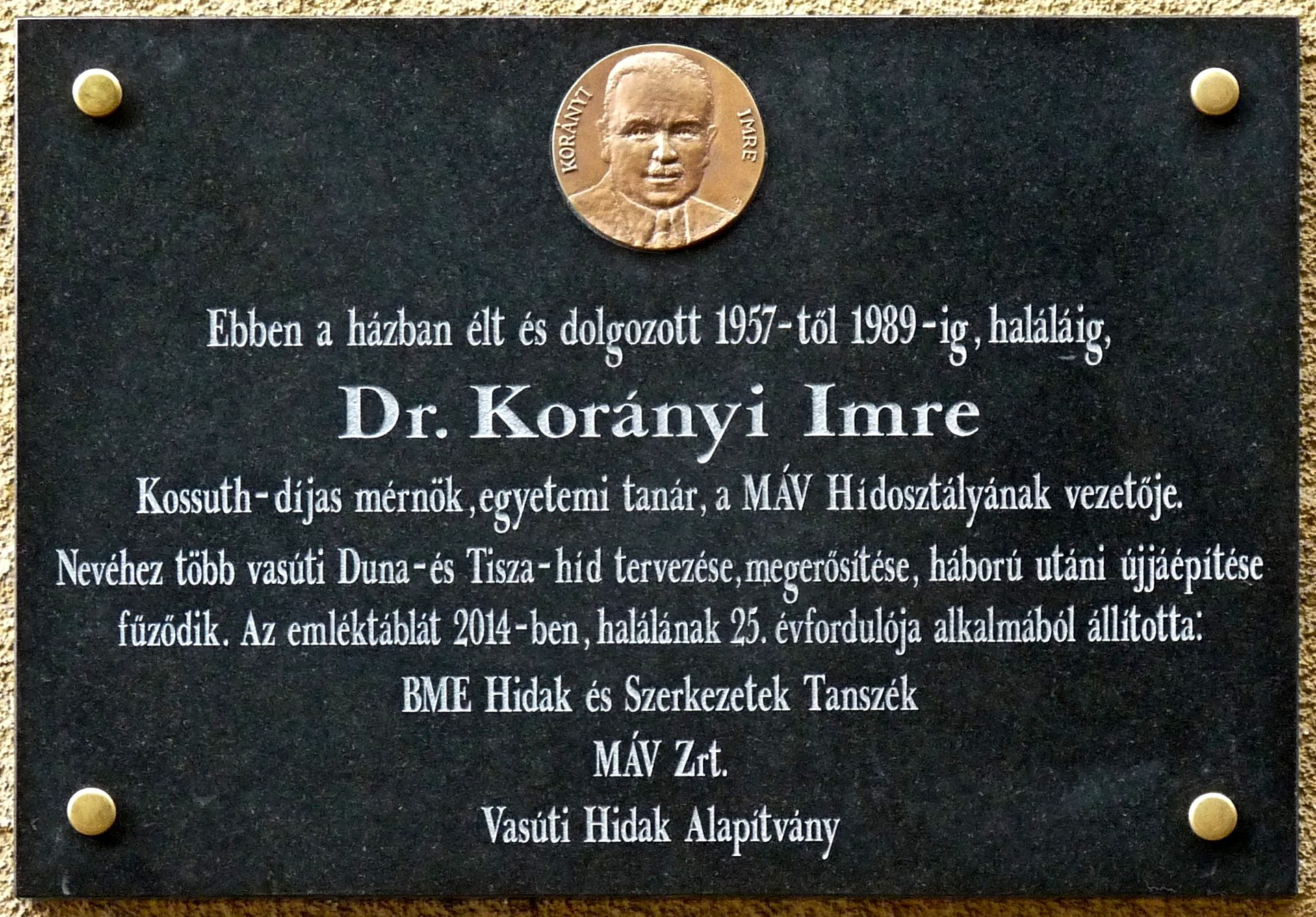
Korányi Imre emléktáblája egykori lakhelyén (Budapest XIII. ker., Radnóti Miklós utca 38.).

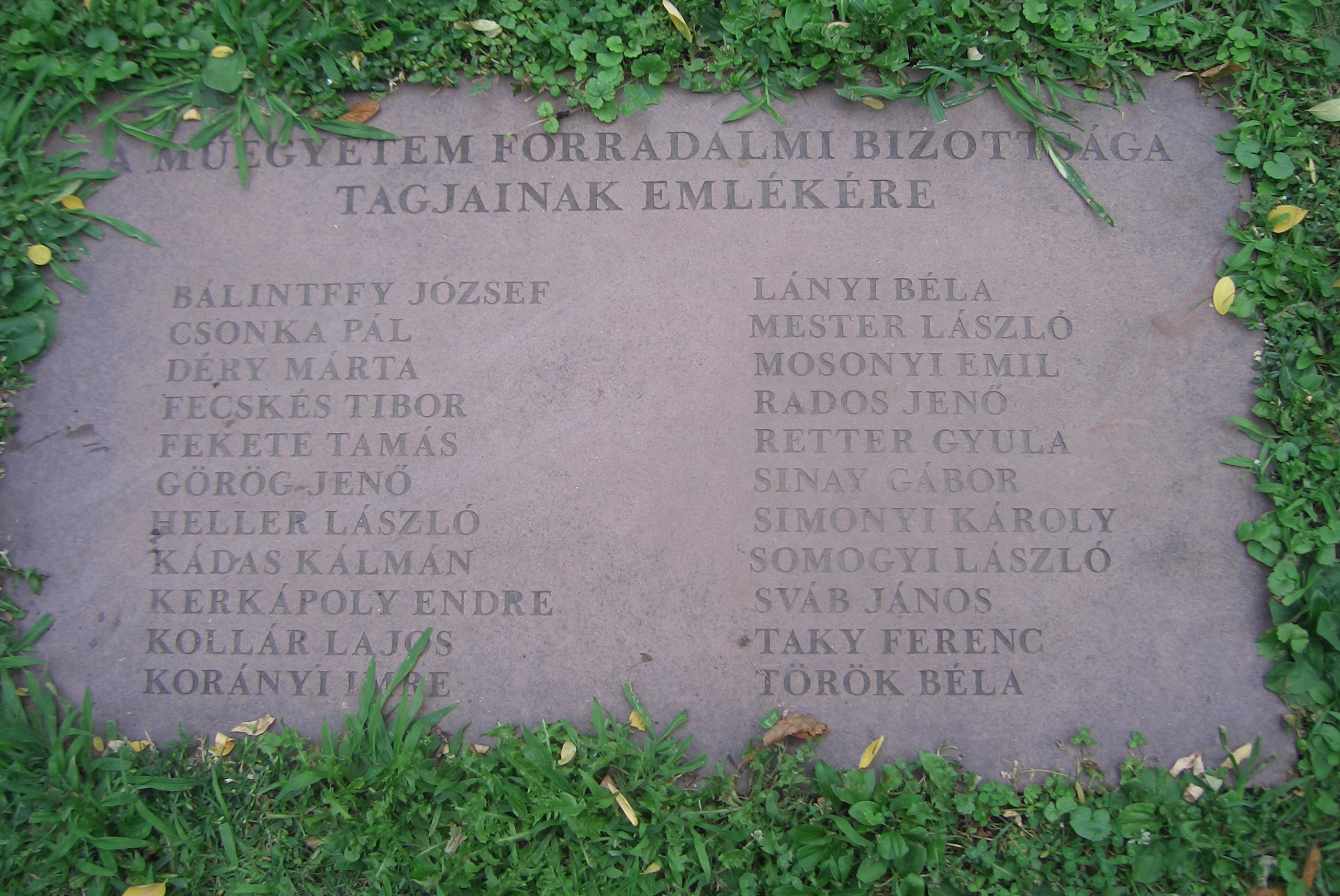
Neve a forradalmi bizottság tagjainak emléktábláján, a Műegyetemen

Dr. Korányi Gyula ügyvéd, tiszti alügyész és Kovássy Ilona gyermekeként született. A József Nádor Műegyetemen végzett mérnökként 1917-ben, ahol utána a Kossalka János vezette hídépítéstani tanszéken tanársegéd, majd adjunktus lett.
1926-ban került a Magyar Királyi Államvasutakhoz, mint a Hídosztály főmérnöke, a MÁV-nál később műszaki tanácsosi, illetve főtanácsosi rangot kapott. 1928-ban az Újpesti vasúti híd megerősítési munkáit vezette, a második világháborúban lebombázott hídszerkezet újjáépítésére tervet készített, de ehelyett gazdasági okból félállandó jellegű híd épült.
Korányi emellett számos, a világháborúban elpusztított nagy folyami vasúti híd újjáépítését és helyreállítását irányította. Ő vezette többek között 1941-ben a szolnoki vasúti Tisza-híd, 1947-ben Budapesten a dunai Összekötő vasúti híd, 1949-ben pedig a bajai közúti-vasúti híd (ma Türr István híd) tervezési munkáit.
A műegyetemei I. hídépítéstani tanszék vezetésére 1947-ben kapott felkérést. Tanszékvezető professzorként a hídépítés és acélszerkezetek problémáival, a tartószerkezetek statikájával és kinematikájával, illetve stabilitás- és méretezési elmélettel foglalkozott, ekkor jelentek meg szakkönyvei. Ebben az időszakban, 1955-ben Kossuth-díjjal tüntették ki. Az 1956-os forradalom során a Műszaki Egyetem forradalmi bizottságának tagjává választották. Az egyetemen 1959-ig, politikai okokból történt nyugdíjazásáig tanított.
Nyugdíjazása után szaktudását az Uvaterv hídépítési osztályának szakértőjeként hasznosította. Az Uvaterv szakértőjeként tagja volt az új Erzsébet híd építését tervező és irányító bizottságnak. 1975-ben vonult végleg nyugdíjba.
1933. június 17-én Budapesten, a Józsefvárosban házasságot kötött Fóthy Krisztina Erzsébet Máriával, Feigl Dénes és Pintér Mária lányával.

## Szakmai művei
- Tartók sztatikája I–II., Budapest, 1953–1955
- Acélszerkezetek, Budapest, 1960
- Stabilitási kérdések a mérnöki gyakorlatban, Budapest, 1965

## Emlékezete
Mellszobrát születésének 110. évfordulóján, 2006-ban avatták fel a Műegyetem szoborparkjában.